# Marianne Pettersen
Marianne Pettersen (Oslo, 12 aprile 1975) è un'ex calciatrice norvegese.
Con la nazionale norvegese ha vinto il campionato mondiale 1995, la medaglia d'oro olimpica ai Giochi di Sydney 2000 e la medaglia di bronzo olimpica ai Giochi di Atene 1996.

## Carriera

### Club
Marianne Pettersen è cresciuta nell'Høybråten og Stovner IL, società sportiva nei sobborghi di Oslo. Ha poi giocato nel Gjelleråsen IF, nell'Asker e nell'Athene Moss. Con l'Asker ha vinto il campionato norvegese nelle stagioni 1998 e 1999, vincendo anche la classifica delle migliori marcatrici del campionato nel 1998 con 33 reti realizzate.
Nel 2001 si trasferì in Inghilterra al Fulham, rifiutando anche proposte provenienti dall'America. Al Fulham le venne assegnato il ruolo di capitano, essendo l'atleta di maggiore esperienza nella squadra. La stagione 2001-02 vide il Fulham vincere la Southern Division a punteggio pieno e con 234 reti realizzate in 22 partite, con la conseguente promozione in National Division. Nella stessa stagione arrivò anche la vittoria della FA Women's National League Cup, conquistata dopo aver vinto la finale contro il Birmingham City per 7-1, grazie anche a una doppietta di Pettersen, e la vittoria della FA Women's Cup dopo aver battuto in finale il Doncaster Belles,. Pettersen venne anche inserita nella lista delle calciatrici candidate al FIFA World Player of the Year 2001.
A fine maggio 2002 tornò all'Asker, giocandovi per due stagioni e vincendo nuovamente la classifica marcatrici nella Toppserien 2002 con 22 reti realizzate e nella Toppserien 2003 con 15 reti realizzate assieme a Bente Musland e Solveig Gulbrandsen. Al termine della stagione 2003 decise di ritirarsi dal calcio giocato, dopo che già l'anno prima aveva annunciato un primo ritiro. Con 122 reti realizzate nella Toppserien, detiene il record di marcature nel campionato norvegese.
Nel 2007 annunciò il ritorno all'Asker col doppio ruolo di assistente allenatore e calciatrice. Si ritirò nuovamente al termine della stagione. Nel 2020 assunse il ruolo di assistente nello staff tecnico del Vålerenga, lasciando l'incarico nel 2021.

### Nazionale
Marianne Pettersen ha vestito la maglia della nazionale norvegese dal 1994 al 2003, collezionando 98 presenze e realizzando 66 reti. È stata la calciatrice ad aver segnato il maggior numero di reti in nazionale (66) per diversi anni e fino all'8 ottobre 2019, quando Isabell Herlovsen le ha tolto il primato realizzando la sessantasettesima rete.
Con la nazionale ha preso parte per due volte al torneo olimpico ad Atlanta nel 1996 e a Sydney nel 2000, conquistando la medaglia di bronzo nella prima edizione e la medaglia d'oro nella seconda. Ha, inoltre, partecipato a tre edizioni del campionato mondiale. Nell'edizione 1995 mise a segno tre reti, delle quali una nella finale vinta per 2-0 sulla Germania, che portò alle norvegesi il primo trionfo mondiale. Pettersen realizzò tre reti anche nell'edizione 1999, nella quale la Norvegia perse la finale per il terzo posto, mentre nell'edizione 2003 segnò solo due reti nella fase a gironi.
Fece parte della rosa della nazionale norvegese in sole due edizioni della fase finale del campionato europeo, nel 1995 e nel 1997. In quest'ultima edizione mise a segno quattro reti nella vittoria per 5-0 sulla Danimarca, che, però, non fu sufficiente per superare la fase a gironi. Queste 4 reti furono sufficienti a farle vincere la classifica delle migliori marcatrici della fase finale assieme a Carolina Morace e Angélique Roujas, nonché migliore realizzatrice dell'intero torneo, qualificazioni incluse, con 13 reti assieme a Gabriela Chlumecká, ma risultando anche la calciatrice ad aver realizzato il maggior numero di reti in una sola partita nella fase finale del campionato europeo. Non prese parte, invece, alla fase finale del campionato europeo 2001 perché si era da poco trasferita al Fulham e preferì rinunciare alla nazionale per dedicarsi alla nuova squadra.

## Statistiche

### Presenze e reti nei club
| Stagione        | Squadra         | Campionato      | Campionato | Campionato | Coppe nazionali | Coppe nazionali | Coppe nazionali | Coppe internazionali | Coppe internazionali | Coppe internazionali | Altre coppe | Altre coppe | Altre coppe | Totale | Totale |
| Stagione        | Squadra         | Comp            | Pres       | Reti       | Comp            | Pres            | Reti            | Comp                 | Pres                 | Reti                 | Comp        | Pres        | Reti        | Pres   | Reti   |
| --------------- | --------------- | --------------- | ---------- | ---------- | --------------- | --------------- | --------------- | -------------------- | -------------------- | -------------------- | ----------- | ----------- | ----------- | ------ | ------ |
| 1997            | Asker           | ES              | 9          | 5          | CN              | ?               | ?               | -                    | -                    | -                    | -           | -           | -           | 9+     | 5+     |
| 1998            | Asker           | ES              | 17         | 33         | CN              | ?               | ?               | -                    | -                    | -                    | -           | -           | -           | 17+    | 33+    |
| 1999            | Asker           | ES              | 14         | 16         | CN              | 4               | 5               | -                    | -                    | -                    | -           | -           | -           | 18     | 21     |
| 2000            | Athene Moss     | TS              | 15         | 16         | CN              | 2               | 3               | -                    | -                    | -                    | -           | -           | -           | 17     | 19     |
| 2001-2002       | Fulham          | NL-SD           | ?          | ?          | CI              | ?               | ?               | -                    | -                    | -                    | CL          | ?           | ?           | ?      | ?      |
| mag.-dic. 2002  | Asker           | TS              | 16         | 22         | CN              | 3               | 0               | -                    | -                    | -                    | -           | -           | -           | 19     | 22     |
| 2003            | Asker           | TS              | 16         | 13         | CN              | 1               | 2               | -                    | -                    | -                    | -           | -           | -           | 17     | 14     |
| 2007            | Asker           | TS              | 13         | 8          | CN              | 0               | 0               | -                    | -                    | -                    | -           | -           | -           | 13     | 8      |
| Totale Asker    | Totale Asker    | Totale Asker    | 85         | 97         |                 | 8+              | 6+              |                      | -                    | -                    |             | -           | -           | 93     | 103+   |
| Totale carriera | Totale carriera | Totale carriera | 100+       | 113+       |                 | 10+             | 9+              |                      | -                    | -                    |             | -           | -           | 110+   | 122+   |

### Cronologia presenze e reti in nazionale
| Cronologia completa delle presenze e delle reti in nazionale ― Norvegia | Cronologia completa delle presenze e delle reti in nazionale ― Norvegia | Cronologia completa delle presenze e delle reti in nazionale ― Norvegia | Cronologia completa delle presenze e delle reti in nazionale ― Norvegia | Cronologia completa delle presenze e delle reti in nazionale ― Norvegia | Cronologia completa delle presenze e delle reti in nazionale ― Norvegia | Cronologia completa delle presenze e delle reti in nazionale ― Norvegia | Cronologia completa delle presenze e delle reti in nazionale ― Norvegia |
| Data                                                                    | Città                                                                   | In casa                                                                 | Risultato                                                               | Ospiti                                                                  | Competizione                                                            | Reti                                                                    | Note                                                                    |
| ----------------------------------------------------------------------- | ----------------------------------------------------------------------- | ----------------------------------------------------------------------- | ----------------------------------------------------------------------- | ----------------------------------------------------------------------- | ----------------------------------------------------------------------- | ----------------------------------------------------------------------- | ----------------------------------------------------------------------- |
| 29-10-1994                                                              | Oslo                                                                    | Norvegia                                                                | 4 – 2                                                                   | Italia                                                                  | Qual. Euro 1995                                                         | 1                                                                       | 73’                                                                     |
| 10-2-1995                                                               | Kristiansand                                                            | Norvegia                                                                | 6 – 2                                                                   | Danimarca                                                               | Amichevole                                                              | -                                                                       | 56’                                                                     |
| 5-3-1995                                                                | Jönköping                                                               | Svezia                                                                  | 4 – 1                                                                   | Norvegia                                                                | Euro 1995 - Semifinale                                                  | -                                                                       | Ingresso                                                                |
| 14-3-1995                                                               | Silves                                                                  | Norvegia                                                                | 0 – 1                                                                   | Paesi Bassi                                                             | Algarve Cup 1995                                                        | -                                                                       |                                                                         |
| 16-3-1995                                                               | Quarteira                                                               | Norvegia                                                                | 3 – 1                                                                   | Italia                                                                  | Algarve Cup 1995                                                        | -                                                                       |                                                                         |
| 17-3-1995                                                               | Portimão                                                                | Svezia                                                                  | 0 – 2                                                                   | Norvegia                                                                | Algarve Cup 1995                                                        | -                                                                       | 71’                                                                     |
| 20-3-1995                                                               | Quarteira                                                               | Norvegia                                                                | 3 – 3 dts (4 - 2 dtr)                                                   | Stati Uniti                                                             | Algarve Cup 1995 - Finale 3º posto                                      | -                                                                       | 73’                                                                     |
| 25-4-1995                                                               | Oslo                                                                    | Norvegia                                                                | 2 – 1                                                                   | Cina                                                                    | Amichevole                                                              | -                                                                       | 71’                                                                     |
| 6-6-1995                                                                | Karlstad                                                                | Norvegia                                                                | 8 – 0                                                                   | Nigeria                                                                 | Mondiali 1995 - Fase a gironi                                           | -                                                                       | 55’                                                                     |
| 8-6-1995                                                                | Karlstad                                                                | Norvegia                                                                | 2 – 0                                                                   | Inghilterra                                                             | Mondiali 1995 - Fase a gironi                                           | -                                                                       | 66’                                                                     |
| 10-6-1995                                                               | Gävle                                                                   | Norvegia                                                                | 7 – 0                                                                   | Canada                                                                  | Mondiali 1995 - Fase a gironi                                           | 2                                                                       |                                                                         |
| 13-6-1995                                                               | Karlstad                                                                | Norvegia                                                                | 3 – 1                                                                   | Danimarca                                                               | Mondiali 1995 - Quarti di finale                                        | -                                                                       | 82’                                                                     |
| 15-6-1995                                                               | Västerås                                                                | Stati Uniti                                                             | 0 – 1                                                                   | Norvegia                                                                | Mondiali 1995 - Semifinale                                              | -                                                                       | 70’                                                                     |
| 18-6-1995                                                               | Solna                                                                   | Germania                                                                | 0 – 2                                                                   | Norvegia                                                                | Mondiali 1995 - Finale                                                  | 1                                                                       |                                                                         |
| 30-7-1995                                                               | Worcester                                                               | Norvegia                                                                | 2 – 0                                                                   | Australia                                                               | Amichevole                                                              | 1                                                                       | 55’                                                                     |
| 2-8-1995                                                                | Filadelfia                                                              | Norvegia                                                                | 12 – 1                                                                  | Taipei cinese                                                           | Amichevole                                                              | -                                                                       | 46’                                                                     |
| 6-8-1995                                                                | Washington                                                              | Stati Uniti                                                             | 2 – 1                                                                   | Norvegia                                                                | Amichevole                                                              | 1                                                                       |                                                                         |
| 19-9-1995                                                               | Ulefoss                                                                 | Norvegia                                                                | 17 – 0                                                                  | Slovacchia                                                              | Qual. Euro 1997                                                         | 6                                                                       |                                                                         |
| 21-1-1996                                                               | Hamar                                                                   | Norvegia                                                                | 4 – 0                                                                   | Svezia                                                                  | Amichevole                                                              | 1                                                                       |                                                                         |
| 2-2-1996                                                                | Tampa                                                                   | Stati Uniti                                                             | 3 – 2                                                                   | Norvegia                                                                | Amichevole                                                              | 1                                                                       |                                                                         |
| 4-2-1996                                                                | Jacksonville                                                            | Stati Uniti                                                             | 1 – 2                                                                   | Norvegia                                                                | Amichevole                                                              | -                                                                       |                                                                         |
| 11-3-1996                                                               | Silves                                                                  | Norvegia                                                                | 4 – 1                                                                   | Cina                                                                    | Algarve Cup 1996                                                        | 1                                                                       | 78’                                                                     |
| 13-3-1996                                                               | Quarteira                                                               | Portogallo                                                              | 0 – 3                                                                   | Norvegia                                                                | Algarve Cup 1996                                                        | -                                                                       |                                                                         |
| 15-3-1996                                                               | Vila Real de Santo António                                              | Norvegia                                                                | 3 – 0                                                                   | Russia                                                                  | Algarve Cup 1996                                                        | 1                                                                       | 62’                                                                     |
| 17-3-1996                                                               | Quarteira                                                               | Norvegia                                                                | 4 – 0                                                                   | Svezia                                                                  | Algarve Cup 1996 - Finale                                               | 2                                                                       |                                                                         |
| 2-5-1996                                                                | Jena                                                                    | Germania                                                                | 1 – 3                                                                   | Norvegia                                                                | Qual. Euro 1997                                                         | -                                                                       |                                                                         |
| 25-5-1996                                                               | Espoo                                                                   | Finlandia                                                               | 0 – 2                                                                   | Norvegia                                                                | Qual. Euro 1997                                                         | 1                                                                       |                                                                         |
| 6-6-1996                                                                | Trondheim                                                               | Norvegia                                                                | 0 – 0                                                                   | Germania                                                                | Qual. Euro 1997                                                         | -                                                                       |                                                                         |
| 6-7-1996                                                                | Kolbotn                                                                 | Norvegia                                                                | 7 – 0                                                                   | Finlandia                                                               | Qual. Euro 1997                                                         | 1                                                                       |                                                                         |
| 23-7-1996                                                               | Washington                                                              | Norvegia                                                                | 3 – 2                                                                   | Germania                                                                | Olimpiadi 1996 - Fase a gironi                                          | -                                                                       | 65’                                                                     |
| 25-7-1996                                                               | Washington                                                              | Norvegia                                                                | 4 – 0                                                                   | Giappone                                                                | Olimpiadi 1996 - Fase a gironi                                          | 2                                                                       |                                                                         |
| 28-7-1996                                                               | Athens                                                                  | Stati Uniti                                                             | 2 – 1 dts                                                               | Norvegia                                                                | Olimpiadi 1996 - Semifinale                                             | -                                                                       |                                                                         |
| 1-8-1996                                                                | Athens                                                                  | Norvegia                                                                | 2 – 0                                                                   | Brasile                                                                 | Olimpiadi 1996 - Finale 3º posto                                        | -                                                                       | 90’                                                                     |
| 31-8-1996                                                               | Levice                                                                  | Slovacchia                                                              | 0 – 4                                                                   | Norvegia                                                                | Qual. Euro 1997                                                         | 1                                                                       |                                                                         |
| 16-2-1997                                                               | Sundsvall                                                               | Svezia                                                                  | 0 – 2                                                                   | Norvegia                                                                | Amichevole                                                              | -                                                                       | 86’                                                                     |
| 10-3-1997                                                               | Silves                                                                  | Norvegia                                                                | 5 – 1                                                                   | Finlandia                                                               | Algarve Cup 1997                                                        | 1                                                                       | 80’                                                                     |
| 12-3-1997                                                               | Olhão                                                                   | Norvegia                                                                | 6 – 0                                                                   | Islanda                                                                 | Algarve Cup 1997                                                        | 1                                                                       | 62’                                                                     |
| 14-3-1997                                                               | Alvor                                                                   | Norvegia                                                                | 3 – 0                                                                   | Danimarca                                                               | Algarve Cup 1997                                                        | 2                                                                       |                                                                         |
| 16-3-1997                                                               | Loulé                                                                   | Norvegia                                                                | 1 – 0                                                                   | Cina                                                                    | Algarve Cup 1997 - Finale                                               | -                                                                       | 89’                                                                     |
| 7-5-1997                                                                | Trappes                                                                 | Francia                                                                 | 0 – 0                                                                   | Norvegia                                                                | Amichevole                                                              | -                                                                       |                                                                         |
| 8-6-1997                                                                | Trappes                                                                 | Norvegia                                                                | 4 – 0                                                                   | Inghilterra                                                             | Amichevole                                                              | -                                                                       |                                                                         |
| 30-6-1997                                                               | Lillestrøm                                                              | Norvegia                                                                | 5 – 0                                                                   | Danimarca                                                               | Euro 1997 - Fase a gironi                                               | 4                                                                       |                                                                         |
| 3-7-1997                                                                | Moss                                                                    | Norvegia                                                                | 0 – 0                                                                   | Germania                                                                | Euro 1997 - Fase a gironi                                               | -                                                                       |                                                                         |
| 6-7-1997                                                                | Lillestrøm                                                              | Norvegia                                                                | 0 – 2                                                                   | Italia                                                                  | Euro 1997 - Fase a gironi                                               | -                                                                       |                                                                         |
| 31-8-1997                                                               | Kolbotn                                                                 | Norvegia                                                                | 7 – 1                                                                   | Australia                                                               | Amichevole                                                              | 4                                                                       |                                                                         |
| 1-10-1997                                                               | Oslo                                                                    | Norvegia                                                                | 6 – 1                                                                   | Paesi Bassi                                                             | Qual. Mondiali 1999                                                     | 3                                                                       |                                                                         |
| 6-11-1997                                                               | Bayreuth                                                                | Germania                                                                | 1 – 0                                                                   | Norvegia                                                                | Qual. Mondiali 1999                                                     | -                                                                       |                                                                         |
| 18-1-1998                                                               | Canton                                                                  | Cina                                                                    | 1 – 2                                                                   | Norvegia                                                                | Torneo di Guangzhou 1998                                                | -                                                                       |                                                                         |
| 21-1-1998                                                               | Canton                                                                  | Norvegia                                                                | 2 – 1                                                                   | Svezia                                                                  | Torneo di Guangzhou 1998                                                | 1                                                                       | 80’                                                                     |
| 24-1-1998                                                               | Canton                                                                  | Norvegia                                                                | 0 – 3                                                                   | Stati Uniti                                                             | Torneo di Guangzhou 1998                                                | -                                                                       |                                                                         |
| 15-3-1998                                                               | Olhão                                                                   | Norvegia                                                                | 0 – 1                                                                   | Cina                                                                    | Algarve Cup 1998                                                        | -                                                                       |                                                                         |
| 17-3-1998                                                               | Loulé                                                                   | Norvegia                                                                | 1 – 0                                                                   | Finlandia                                                               | Algarve Cup 1998                                                        | -                                                                       | 46’                                                                     |
| 19-3-1998                                                               | Lagos                                                                   | Norvegia                                                                | 4 – 1                                                                   | Stati Uniti                                                             | Algarve Cup 1998                                                        | 2                                                                       | Ammonizione                                                             |
| 21-3-1998                                                               | Loulé                                                                   | Norvegia                                                                | 4 – 1                                                                   | Danimarca                                                               | Algarve Cup 1998 - Finale                                               | -                                                                       |                                                                         |
| 18-4-1998                                                               | Sittard                                                                 | Paesi Bassi                                                             | 0 – 0                                                                   | Norvegia                                                                | Qual. Mondiali 1999                                                     | -                                                                       |                                                                         |
| 14-5-1998                                                               | Oldham                                                                  | Inghilterra                                                             | 1 – 2                                                                   | Norvegia                                                                | Qual. Mondiali 1999                                                     | -                                                                       |                                                                         |
| 17-6-1998                                                               | Ulefoss                                                                 | Norvegia                                                                | 3 – 2                                                                   | Germania                                                                | Qual. Mondiali 1999                                                     | -                                                                       |                                                                         |
| 25-7-1998                                                               | New York                                                                | Cina                                                                    | 1 – 1 (4 - 2 dtr)                                                       | Norvegia                                                                | Goodwill Games 1998 - Semifinale                                        | 1                                                                       |                                                                         |
| 27-7-1998                                                               | New York                                                                | Norvegia                                                                | 1 – 1 (4 - 2 dtr)                                                       | Danimarca                                                               | Goodwill Games 1998 - Finale 3º posto                                   | -                                                                       |                                                                         |
| 15-8-1998                                                               | Lillestrøm                                                              | Norvegia                                                                | 2 – 0                                                                   | Inghilterra                                                             | Qual. Mondiali 1999                                                     | 1                                                                       |                                                                         |
| 24-9-1998                                                               | Moss                                                                    | Norvegia                                                                | 6 – 0                                                                   | Francia                                                                 | Amichevole                                                              | 3                                                                       |                                                                         |
| 10-10-1998                                                              | Göteborg                                                                | Svezia                                                                  | 0 – 2                                                                   | Norvegia                                                                | Amichevole                                                              | -                                                                       |                                                                         |
| 14-3-1999                                                               | Silves                                                                  | Finlandia                                                               | 0 – 1                                                                   | Norvegia                                                                | Algarve Cup 1999                                                        | -                                                                       | cap.                                                                    |
| 16-3-1999                                                               | Quarteira                                                               | Svezia                                                                  | 1 – 2                                                                   | Norvegia                                                                | Algarve Cup 1999                                                        | -                                                                       | cap.                                                                    |
| 18-3-1999                                                               | Albufeira                                                               | Stati Uniti                                                             | 2 – 1                                                                   | Norvegia                                                                | Algarve Cup 1999                                                        | -                                                                       | cap.                                                                    |
| 20-3-1999                                                               | Loulé                                                                   | Danimarca                                                               | 2 – 2 (1 - 4 dtr)                                                       | Norvegia                                                                | Algarve Cup 1999 - Finale 3º posto                                      | -                                                                       | cap.                                                                    |
| 12-5-1999                                                               | San Benedetto del Tronto                                                | Italia                                                                  | 2 – 2                                                                   | Norvegia                                                                | Amichevole                                                              | -                                                                       |                                                                         |
| 26-5-1999                                                               | Raufoss                                                                 | Norvegia                                                                | 0 – 0                                                                   | Paesi Bassi                                                             | Amichevole                                                              | -                                                                       | 66’                                                                     |
| 20-6-1999                                                               | Foxborough                                                              | Norvegia                                                                | 2 – 1                                                                   | Russia                                                                  | Mondiali 1999 - Fase a gironi                                           | 1                                                                       |                                                                         |
| 23-6-1999                                                               | Landover                                                                | Norvegia                                                                | 7 – 1                                                                   | Canada                                                                  | Mondiali 1999 - Fase a gironi                                           | 1                                                                       | 66’                                                                     |
| 30-6-1999                                                               | San Jose                                                                | Norvegia                                                                | 3 – 1                                                                   | Svezia                                                                  | Mondiali 1999 - Quarti di finale                                        | 1                                                                       |                                                                         |
| 4-7-1999                                                                | Foxborough                                                              | Cina                                                                    | 5 – 0                                                                   | Norvegia                                                                | Mondiali 1999 - Semifinale                                              | -                                                                       |                                                                         |
| 10-7-1999                                                               | Pasadena                                                                | Brasile                                                                 | 0 – 0 (5 - 4 dtr)                                                       | Norvegia                                                                | Mondiali 1999 - Finale 3º posto                                         | -                                                                       | 58’                                                                     |
| 23-10-1999                                                              | Sesimbra                                                                | Portogallo                                                              | 0 – 4                                                                   | Norvegia                                                                | Qual. Euro 2001                                                         | -                                                                       | 46’                                                                     |
| 6-2-2000                                                                | Fort Lauderdale                                                         | Stati Uniti                                                             | 2 – 3                                                                   | Norvegia                                                                | Amichevole                                                              | -                                                                       |                                                                         |
| 9-2-2000                                                                | Boca Raton                                                              | Stati Uniti                                                             | 1 – 2                                                                   | Norvegia                                                                | Amichevole                                                              | 1                                                                       | 56’                                                                     |
| 7-3-2000                                                                | Norwich                                                                 | Inghilterra                                                             | 0 – 3                                                                   | Norvegia                                                                | Qual. Euro 2001                                                         | 1                                                                       | 58’                                                                     |
| 12-3-2000                                                               | Lagoa                                                                   | Finlandia                                                               | 0 – 2                                                                   | Norvegia                                                                | Algarve Cup 2000                                                        | 1                                                                       | 63’                                                                     |
| 14-3-2000                                                               | Albufeira                                                               | Canada                                                                  | 1 – 2                                                                   | Norvegia                                                                | Algarve Cup 2000                                                        | 1                                                                       | 80’                                                                     |
| 7-5-2000                                                                | Moss                                                                    | Norvegia                                                                | 5 – 0                                                                   | Portogallo                                                              | Qual. Euro 2001                                                         | 2                                                                       |                                                                         |
| 4-6-2000                                                                | Moss                                                                    | Norvegia                                                                | 8 – 0                                                                   | Inghilterra                                                             | Qual. Euro 2001                                                         | 3                                                                       |                                                                         |
| 16-7-2000                                                               | Osnabrück                                                               | Stati Uniti                                                             | 1 – 0                                                                   | Norvegia                                                                | Torneo del centenario DFB                                               | -                                                                       |                                                                         |
| 19-7-2000                                                               | Gottinga                                                                | Germania                                                                | 1 – 4                                                                   | Norvegia                                                                | Torneo del centenario DFB                                               | -                                                                       |                                                                         |
| 22-7-2000                                                               | Celle                                                                   | Cina                                                                    | 0 – 1                                                                   | Norvegia                                                                | Torneo del centenario DFB                                               | -                                                                       |                                                                         |
| 27-7-2000                                                               | Tromsø                                                                  | Norvegia                                                                | 1 – 1                                                                   | Stati Uniti                                                             | Amichevole                                                              | 1                                                                       |                                                                         |
| 30-7-2000                                                               | Oslo                                                                    | Norvegia                                                                | 2 – 1                                                                   | Stati Uniti                                                             | Amichevole                                                              | -                                                                       |                                                                         |
| 14-9-2000                                                               | Melbourne                                                               | Stati Uniti                                                             | 2 – 0                                                                   | Norvegia                                                                | Olimpiadi 2000 - Fase a gironi                                          | -                                                                       | 55’                                                                     |
| 17-9-2000                                                               | Canberra                                                                | Norvegia                                                                | 3 – 1                                                                   | Nigeria                                                                 | Olimpiadi 2000 - Fase a gironi                                          | 1                                                                       |                                                                         |
| 20-9-2000                                                               | Canberra                                                                | Norvegia                                                                | 2 – 1                                                                   | Cina                                                                    | Olimpiadi 2000 - Fase a gironi                                          | 1                                                                       |                                                                         |
| 24-9-2000                                                               | Sydney                                                                  | Germania                                                                | 0 – 1                                                                   | Norvegia                                                                | Olimpiadi 2000 - Semifinale                                             | -                                                                       | 86’                                                                     |
| 28-9-2000                                                               | Sydney                                                                  | Norvegia                                                                | 3 – 2 dts                                                               | Stati Uniti                                                             | Olimpiadi 2000 - Finale                                                 | -                                                                       | 83’                                                                     |
| 2-8-2003                                                                | Ålesund                                                                 | Norvegia                                                                | 3 – 2                                                                   | Nigeria                                                                 | Amichevole                                                              | 1                                                                       |                                                                         |
| 11-9-2003                                                               | Kolbotn                                                                 | Norvegia                                                                | 1 – 1                                                                   | Danimarca                                                               | Qual. Euro 2005                                                         | 1                                                                       |                                                                         |
| 20-9-2003                                                               | Filadelfia                                                              | Norvegia                                                                | 2 – 0                                                                   | Francia                                                                 | Mondiali 2003 - Fase a gironi                                           | -                                                                       | 90+1’                                                                   |
| 24-9-2003                                                               | Washington                                                              | Norvegia                                                                | 1 – 4                                                                   | Brasile                                                                 | Mondiali 2003 - Fase a gironi                                           | 1                                                                       |                                                                         |
| 27-9-2003                                                               | Boston                                                                  | Corea del Sud                                                           | 1 – 7                                                                   | Norvegia                                                                | Mondiali 2003 - Fase a gironi                                           | 1                                                                       |                                                                         |
| 1-10-2003                                                               | Foxborough                                                              | Stati Uniti                                                             | 1 – 0                                                                   | Norvegia                                                                | Mondiali 2003 - Quarti di finale                                        | -                                                                       |                                                                         |
| 16-11-2003                                                              | Las Rozas de Madrid                                                     | Spagna                                                                  | 0 – 2                                                                   | Norvegia                                                                | Qual. Euro 2005                                                         | -                                                                       |                                                                         |
| Totale                                                                  |                                                                         | Presenze                                                                | 98                                                                      |                                                                         | Reti                                                                    | 66                                                                      |                                                                         |

## Palmarès

### Club
- Campionato norvegese: 2

Asker: 1998, 1999
- FA Women's Cup: 1

Fulham: 2001-2002
- FA Women's National League Cup: 1

Fulham: 2001-2002

### Nazionale
- Campionato mondiale femminile di calcio: 1

Svezia 1995
- Bronzo olimpico: 1

Atlanta 1996
- Oro olimpico: 1

Sydney 2000

### Individuale
- Capocannoniere del campionato europeo: 1

Norvegia-Svezia 1997 (4 reti)
- Capocannoniere del campionato norvegese: 3

1998 (33 reti), 2002 (22 reti), 2003 (15 reti)